# Matthew J. Holman
Matthew J. Holman (nacido en 1967) es un astrofísico del Smithsonian y profesor en la Universidad de Harvard. Holman estudió en el MIT, donde recibió su licenciatura en matemáticas en 1989 y su doctorado en ciencias planetarias en 1994. Recibió el premio Newcomb Cleveland en 1998.
Desde el 25 de enero de 2015 hasta el 9 de febrero de 2021, ocupó el cargo de director interino del Minor Planet Center (MPC) de la IAU, después de que el ex director Timothy B. Spahr renunciara. A Holman le siguió Matthew Payne como nuevo director del MPC.
Fue compañero de clase de Salina Central High School (Kansas) y miembro del equipo de debate de Joe Miller, candidato al Senado de Alaska. El asteroide 3666 Holman del cinturón principal fue nombrado en su honor en 1999 (M.P.C. 34619).

## Descubrimientos
| (44594) 1999 OX3                                                               | 21 de julio de 1999     | ABC |
| (45802) 2000 PV29                                                              | 5 de agosto de 2000     |     |
| (54520) 2000 PJ30                                                              | 5 de agosto de 2000     |     |
| (60620) 2000 FD8                                                               | 27 de marzo de 2000     | ABC |
| (60621) 2000 FE8                                                               | 27 de marzo de 2000     | ABC |
| (76803) 2000 PK30                                                              | 5 de agosto de 2000     |     |
| (182222) 2000 YU1                                                              | 16 de diciembre de 2000 | BD  |
| (182223) 2000 YC2                                                              | 17 de diciembre de 2000 | BD  |
| (468422) 2000 FA8                                                              | 27 de marzo de 2000     | ABC |
| (469333) 2000 PE30                                                             | 5 de agosto de 2000     |     |
| (506439) 2000 YB2                                                              | 16 de diciembre de 2000 | BD  |
| Codescubiertos con: A) J. J. Kavelaars B) B. Gladman C) J.-M. Petit D) T. Grav |                         |     |

Para el período entre 1999 y 2000, el MPC atribuye a Holman el descubrimiento y el co-descubrimiento de varios objetos transneptunianos como (44594) 1999 OX 3 y (60621) 2000 FE 8 (ver tabla) y ha sido un observador activo de centauros.
También formó parte de un equipo que descubrió numerosas lunas irregulares:
- Lunas descubiertas de Neptuno (lista completa):
  - Halimede (Neptuno IX) - en 2002 con JJ Kavelaars, T. Grav, W. Fraser y D. Milisavljevic (IAUC 8047)
  - Sao (Neptuno XI) - en 2002 con JJ Kavelaars, T. Grav, W. Fraser, D. Milisavljevic (IAUC 8047)
  - Laomedeia (Neptuno XII) - en 2002, con JJ Kavelaars, T. Grav, W. Fraser, D. Milisavljevic (IAUC 8047)
  - Neso (Neptuno XIII) - en 2002, con B. Gladman et al. (IAUC 8213)
- Lunas descubiertas de Urano:
  - Próspero (Urano XVIII) - en 1999, con JJ Kavelaars, B. Gladman, J.-M. Petit, H. Scholl (IAUC 7248)
  - Setebos (Urano XIX) - en 1999, con JJ Kavelaars, B. Gladman, J.-M. Petit, H. Scholl (IAUC 7230)
  - Stefano (Urano XX) - en 1999, con B. Gladman, JJ Kavelaars, J.-M. Petit, H. Scholl (IAUC 7230)
  - Trínculo (Urano XXI) - en 2001, con JJ Kavelaars, D. Milisavljevic (IAUC 7980)
  - Francisco (Urano XXII) - en 2001, con JJ Kavelaars, D. Milisavljevic, T. Grav (IAUC 8216, IAUC 7980)
  - Ferdinando (Urano XXIV) - en 2001, con D. Milisavljevic, JJ Kavelaars, T. Grav (IAUC 8213)
- Lunas descubiertas de Saturno (lista completa):
  - Albiorix (Saturno XXVI) - en 2000, con Timothy B. Spahr (IAUC 7545)